# フロリジーン
フロリジーン（Florigene）は、オーストラリア・メルボルンに本社を置くバイオテクノロジー企業。「青いバラ」を代表とする遺伝子組み換え花卉の開発を専門とする。
1986年、カルジーン（Calgene Pacific Ltd）として創業された。1991年、ペチュニアの青色素を発現させる遺伝子の分離に成功した。オランダで同じく遺伝子組み換え花卉の開発に取り組んでいたフロリジーンを1993年に買収し、翌年には同名に改称した。サントリー（現サントリーフラワーズ）と共同でムーンダスト（青紫色のカーネーション）、次いで「青いバラ」の開発に成功し、これらが現在販売されている。1999年、オーストラリアの農薬大手企業ニューファームに買収された。2003年には、サントリーがニューファームの持つ株式の大部分を取得し親会社となった。
- ホームページ（英語）